# Rhizophagus brunneus
Rhizophagus brunneus es una especie de coleóptero de la familia Monotomidae.

## Distribución geográfica
Habita en Arizona, Nuevo México y Durango.